# 2002년 미스코리아
2002년 미스코리아는 2002년 5월 19일에 서울특별시 종로구의 세종문화회관에서 열린 마흔여섯번째 미스코리아 선발대회이다. EtN, 웨딩TV으로 중계하였다.

## 입상자
| 대회 |        | 진 (眞)         | 선 (善)                  | 미 (美) |
| ---- | ------ | --------------- | ------------------------ | ------- |
| 본선 | 금나나 | 장유경          | 기윤주                   |         |
| 강원 | 서준희 | 노유나          | 심문정                   |         |
| 경기 | 최수연 | 허윤아          | 장미                     |         |
| 경남 | 김인희 | 박수경          | 이화정                   |         |
| 경북 | 금나나 | 유선영          | 진경미                   |         |
| 광주 | 정명숙 | 경한나          | 봉명심                   |         |
| 대구 | 이재남 | 김언지          | 우승경                   |         |
| 대전 | 김소윤 | 윤수정          | 정지수                   |         |
| 충남 | 김소윤 | 윤수정          | 정지수                   |         |
| 부산 | 조혜령 | 허정윤          | 장수연                   |         |
| 서울 | 장유경 | 기윤주 · 김지혜 | 구연주 · 문혜성 · 이진아 |         |
| 울산 | 김정자 | 김유경          | 김송희                   |         |
| 인천 | 김지선 | 연보배          | 박소연                   |         |
| 전남 | 김수영 | 최세라          | 박지혜                   |         |
| 전북 | 소리라 | 이민경          | 백진숙                   |         |
| 제주 | 신재은 | 오수정          | 홍윤경                   |         |
| 충북 | 김연수 | 이영숙          | 최은중                   |         |